# 同謀
《同謀》（英語：Conspirators；前名為《A+偵探》，英文名稱為）是一部於2013年上映的香港電影，由彭順擔任執導，以及由郭富城和張家輝等擔任演出，此電影主要在馬來西亞取景拍攝，其次在泰國曼谷和中國大陸廣州取景拍攝，內容主要講述私家偵探調查案件的故事，此電影為《C+偵探》和《B+偵探》的續集。

## 名由
《同謀》為《C+偵探》和《B+偵探》的續集，因此本片導演彭順原來打算將作品命為《A+偵探》，但由於擔心觀眾以為沒有看過第一、二集，就會看不明白而不看此電影，最終放棄了《A+偵探》這名。其後，彭順又想到《C+偵探加C+偵探》這名，但後來怕名字太長不好而作罷。最終，《同謀》這名應運而生。

## 劇情內容
繼承上集，陳探（郭富城飾）得悉其父母死於他殺後決心找出真兇，於是拿著一張照片作線索，到馬來西亞找一個叫柴哥（陳觀泰飾）的人。柴哥告訴探，其父母為毒販，而他們的死也和毒品有關，並透露從上波叔和輝仔（阿牛飾）身上可得到更多線索。探難以置信，他不能接受自己的父母竟為毒販。及後，探家中被人洗劫，暗格中的物件亦不翼而飛，他懷疑此物是一件相當重要的證物，並和其父母之死有密切關係。基於人生路不熟，探請來馬來西亞私家偵探鄭風喜﹙張家輝飾﹚協助調查此事。
隨後，探與風喜先後遇到襲擊，柴哥也同時失蹤，波叔也被殺死。柴哥的養女芷慧（江一燕飾）相信有一樣東西已落在大軍手裡，而他正身於柴哥在廣州的故居中。為了查明真相，探與芷慧前往廣州，風喜則繼續在馬來西亞徹查。及後，風喜得到一盒無聲的磁帶，並把它交給警員馬SIR；探則得到一盒超八菲林，又發現片中藏有密碼。探與芷慧返回馬來西亞後兵分兩路，前者計劃與風喜會合，芷慧則把密碼交給警方。然而，探與風喜先後被活捉。原來，下令捉他們的正是清爺，也是當年謀殺探父母的兇手。清爺又道出一切：在30年前，清爺與探的父母開設運輸公司，清利用此暗中運毒，探父母發現後不肯同流合污，並打算揭發事件，最終被清爺所殺。
清楚一切後，清爺打算再殺探與風喜二人。此時，清爺忽然中槍，並乘車逃走，但還是被輾死。原來，救了二人一命的正是輝仔和波叔之子，這全因探父母曾幫了輝仔，波叔之子則要一雪殺父之仇。另一方面，警方通過密碼和那無聲錄音帶掌握清爺的犯罪證據，成功搗破他的犯罪集團和製毒工場。

## 演員表
| 演員                       | 角色   | 關係 | 暱稱 |
| 郭富城                     | 陳 探  | 泰國私家偵探 | 阿探 |
| 張家輝                     | 鄭風喜 | 馬來西亞私家偵探 | 風喜 |
| 張家輝                     | 鄭柏豪 | 鄭風喜之弟 在監獄坐牢時，曾被鄭風喜在監獄探訪室探望 |      |
| 陳觀泰                     | 柴 哥  | 芷慧之養父 居於馬來西亞時與芷慧一起同住 曾被陳探共找他兩次均為訪問關於陳探之父母在30年前的事情 |      |
| 江一燕                     | 芷 慧  | 柴哥之養女 居於馬來西亞時與柴哥一起同住 |      |
| 李晨浩                     | 馬SIR  | 馬來西亞警察 鄭風喜之線人 |      |
| 阿 牛                      | 輝 仔  | 柴哥透露阿探父母曾有大恩於他 | 阿輝 |
| 林 威                      | 阿 鵬  | 居於廣州時與大軍一起同住 先與大軍看門口的門鏡外面有人，後由他叫大軍進入房間；接着被陳探進入家內時，並訪問關於陳探之父母在30年前的事情；之後由他叫大軍出來，後由大軍聽他說把手上的卷底片交予陳探；陳探離家後，然後被大軍訪問剛才與陳探在家內發生的事情，後由他致電聯絡清爺，說卷底片在陳探的手上。 |      |
| 小 肥                      | 波 仔  | 波叔之兒子 |      |
| 王 駿                      | 董 清  | 毒販 30年前與陳探之父母開設運輸公司，並利用運輸公司暗中販毒，被陳探之父母發現後，因陳探之父母不肯同流合污而將他們殺害 最後在馬來西亞開私家車逃走時被波仔開貨車碰撞而身亡 | 清爺 |
| 梁雅高                     | 波 叔  | 先被芷慧進入家內時，並訪問關於芷慧的事情；芷慧離家後，接着被陳探進入家內時，並訪問關於陳探之父母在30年前的事情；之後由他拿出磁帶交予陳探，離家時與陳探一起；然後在熟食亭裡面吃飯時被陳探和鄭風喜監視他，最後被吉普車衝進熟食亭碰撞而身亡。                                                          |      |
| 陸浩全                     | 大 軍  | 居於廣州時與阿鵬一起同住 先與阿鵬看門口的門鏡外面有人，後由阿鵬叫他進入房間；接着在房間聽從外面的阿鵬與陳探的說話時，被嚇後不小心撞倒物件；之後由阿鵬叫他出來，後由他聽阿鵬說把手上的卷底片交予陳探；陳探離家後，然後訪問阿鵬剛才與陳探在家內發生的事情。                                         |      |
| Mohd Fouzi Bin Mohd Nawawi | 宋 震  | 董清手下，陷害鄭柏豪 | 震哥 |

## 各地電影分級制度
| 國家／地區 | 級別 |
| ---------- | ---- |
| 香港       | IIB  |
| 台灣       | 輔   |
| 新加坡     | PG   |
| 新西蘭     | R16  |
| 馬來西亞   | PG13 |

## 評價
- 香港爽報的敬璜給予3顆星（最高5顆），說：「張家輝搭上郭富城效果怎樣？試想像當殺人犯硬碰C+偵探，一切都是熟口熟面的公式化。張在《同》中雖不是惡霸而是偵探，但那些草根麻甩味實在跟前作甚似，只是偶爾散發些自家幽默感，總比歇斯底里了無數次的郭富城來得醒神。二人演出算賣力，但顯然各有各做沒默契，導演彭順一成不變的要求，絕對要記大過。全片技巧上無疑比同輩港片高班，但上兩集《C+》珠玉在前，令這個傳說中的《A+偵探》層次上相當重複甚至有點倒退，尤其是結尾的所謂「拆局」，完全自圓其說了無新意。」[3]
- 《頭條日報》認為此作「沒有細密豐富的鋪排下，到結局揭曉其原由時，顯得非常突兀」、情節「累贅又重複」，但兩位主角的演技十分出眾。」[4]

## 外部連結
- 《同謀 （页面存档备份，存于）》在香港雅虎的電影頁面（繁體中文）
- Yahoo奇摩電影上《同謀》的資料（繁體中文）
- MSN娛樂上《同謀》的資料（繁體中文）

- 開眼電影網上《同謀》的資料（繁體中文）
- 香港影庫上《同謀》的資料（繁體中文）
- 时光网上《同謀》的資料（简体中文）
- 豆瓣电影上《同謀》的資料 （简体中文）
- 爛番茄上《同謀》的資料（英文）
- AllMovie上《同謀》的资料（英文）
- 互联网电影数据库（IMDb）上《同謀》的资料（英文）